# Paul Mirguet
Paul Mirguet (Failly, 12 de dezembro de 1911 - Métis, 22 de maio de 2001) foi um político francês.
Em 1947, Paul Mirguet foi eleito vereador da Câmara Municipal de Metz na lista do Rassemblement du peuple français.
Eleito da União para a Nova República, foi deputado por Mosela durante a 1ª legislatura da Quinta República Francesa de 20 de novembro de 1958 a 9 de outubro de 1962.
Mirguet é conhecido por originar a emenda Mirguet, votada em 18 de julho de 1960, um texto que visa tomar "todas as medidas para o combate à homossexualidade", classificado como "flagelo social", e votado no âmbito de uma lei autorizando o governo a legislar por meio de decreto contra o alcoolismo e a cafetinagem. Essa emenda dobrou a pena mínima para afronta pública ao pudor quando se tratava de relações homossexuais. Esta disposição foi abolida em 1980 por proposta do governo Raymond Barre.
Em 1957, com o projeto “Sully”, venceu um concurso para a reforma de matadouros em La Villette.
Morreu em 22 de maio de 2001 em Metz.